# Mark Bitterman

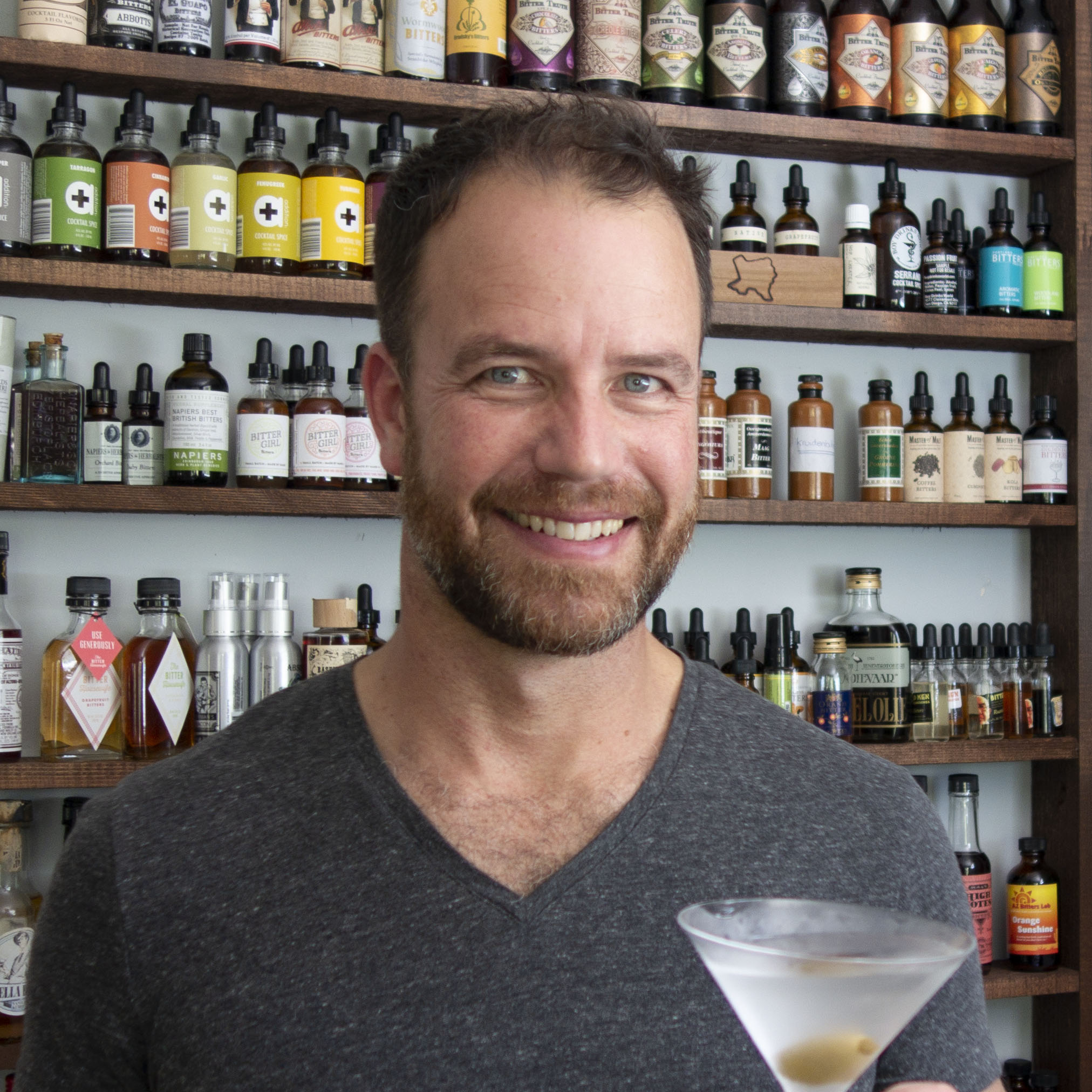
Mark Bitterman

Mark Bitterman (Nueva York el 22 de diciembre de 1966) es un escritor culinario norteamericano. En colaboración con su mujer Jennifer Turner Bitterman es copropietario de una boutique alimentaria denominada The Meadow, que se ha especializado en la exposición de sales, barras de chocolate y demás productos culinarios groumet. La tienda The Meadow fue inaugurada en Portland, Oregón en el año 2006 y se expandió a West Village en Nueva York en 2010. En el mes de octubre de 2010 Bitterman sacó a la luz el primer libro: Salted: A Manifesto on the World's Most Essential Mineral, with Recipes (Salado: Un manifiesto a favor de un mineral esencial, con recetas). Su trabajo a favor de la aplicación de la sal en el mundo culinario le ha llevado a crear el término selmelier.